# From Zero
From Zero — восьмой студийный альбом американской рок-группы Linkin Park, релиз которого состоялся 15 ноября 2024 года на лейблах Warner Records и Machine Shop. Это первый студийный альбом Linkin Park со времен One More Light (2017), что ознаменовало самый большой перерыв между студийными альбомами. Это также их первый альбом с вокалисткой Эмили Армстронг и новым барабанщиком Колином Бриттэном после смерти вокалиста Честера Беннингтона в 2017 году и ухода барабанщика Роба Бурдона. Название альбома имеет двойной смысл: это отсылка к первоначальному названию группы — Xero, а также к новой главе группы с Армстронг и Бриттэном. Альбом знаменует возвращение группы к жанрам ню-металл, альтернативный металл и рэп-рок, по которым группа наиболее известна, при этом по-прежнему включая некоторые экспериментальные звуки из своих более поздних записей.
Четыре сингла с альбома были выпущены до его выхода: «The Emptiness Machine», «Heavy Is the Crown», «Over Each Other» и «Two Faced». From Zero получил в целом благоприятные отзывы критиков и имел коммерческий успех, достигнув первого места в чартах более чем 10 стран. Тур в поддержку альбома, From Zero World Tour, начался в сентябре 2024 года и должно завершиться в июне 2026 года. Делюкс-издание альбома вышло 16 мая 2025 года при поддержке синглов «Up from the Bottom» и «Unshatter».

## Об альбоме
20 июля 2017 года Linkin Park ушли на неопределённый перерыв, когда их давний вокалист Честер Беннингтон покончил жизнь самоубийством. В последующие годы Майк Шинода неоднократно сообщал общественности, что намерен продолжить деятельность группы, заявив в январе 2018 года: «У меня есть все намерения продолжить работу с LP, и ребята чувствуют то же самое. Нам предстоит многое перестроить и ответить на вопросы, так что на это потребуется время» В 2019 году Шинода, Джо Хан и Дэйв Фаррелл возобновили совместную работу над новой музыкой без каких-либо публичных заявлений. Позже к ним присоединился Брэд Делсон, хотя барабанщик-основатель Роб Бурдон предпочел не участвовать в работе и позже покинул группу, а Делсон решил отказаться от гастролей. В 2019 году группа познакомилась с вокалисткой Dead Sara Эмили Армстронг и вскоре после этого начала работать над музыкой с ней, а также с другими музыкантами, включая барабанщика Колина Бриттэна. 28 апреля 2020 года Фаррелл сообщил, что группа работает над новой музыкой. В течение следующих трёх лет группа выпустила юбилейные 20-е переиздания своих первых двух студийных альбомов Hybrid Theory (2000) и Meteora (2003) к их двадцатилетиям, причем оба содержали ранее не издававшийся материал с вокалом Беннингтона. Группа также выпустила свой первый альбом лучших хитов под названием Papercuts 12 апреля 2024 года, который содержал одну ранее не издававшуюся песню с вокалом Беннингтона, записанную во время сессий One More Light (2017).
30 марта 2024 года в интервью KCAL-FM фронтмен Orgy Джей Гордон спровоцировал слухи о воссоединении Linkin Park, заявив, что слышал о том, что у группы появилась новая певица, но отказался уточнить свои комментарии, вызвав бурные спекуляции. Спустя месяц Billboard сообщил, что WME принял предложения о возможном туре по воссоединению Linkin Park и выступлении в качестве хедлайнеров на фестивалях в 2025 году. В предполагаемый состав вошли Майк Шинода, Брэд Делсон, Дэйв «Феникс» Фаррелл и неназванная вокалистка вместо Честера Беннингтона. Позже в августе группа запустила таинственный 100-часовой обратный отсчет без каких-либо объяснений. После того, как обратный отсчет достиг нуля, группа опубликовала заявление, намекающее на важное объявление, написав: «Это только вопрос времени». Группа также объявила о пятичасовом мероприятии 5 сентября в Лос-Анджелесе для членов «Linkin Park Underground», официального фан-клуба группы.
5 сентября Linkin Park анонсировали From Zero с выпуском своего главного сингла «The Emptiness Machine». Одновременно группа подтвердила, что Армстронг станет новым со-вокалистом, а Бриттэн возьмёт на себя ударные в связи с уходом Бурдона. Также было объявлено о шестидневном турне по аренам на четырёх континентах в поддержку альбома. Название альбома From Zero имеет двойной смысл. Оно отсылает к оригинальному названию группы Xero, а также к новому началу для группы. Группа исполнила новую песню «Heavy Is the Crown» во время своего живого выступления в Гамбурге, Германия, 22 сентября 2024 года. Она была выпущена в качестве второго сингла альбома 24 сентября как главная тема для чемпионата мира по игре League of Legends компании Riot Games, а переработанная версия, для которой Шинода и Армстронг записали новый вокал, была также включена в саундтрек ко второму сезону мультсериала «Аркейн». Третий сингл альбома «Over Each Other» вышел 24 октября 2024 года.
12 ноября всё стандартное издание альбома было сыграно на одновременных вечеринках прослушивания в независимых музыкальных магазинах. 13 ноября 2024 года состоялся неожиданный релиз четвёртого сингла альбома, «Two Faced», вместе с сопроводительным музыкальным видео. Выпустив альбом, группа представила его в 17 различных физических изданиях. Среди них 11 виниловых пластинок, три CD, один бокс-сет CD и две аудиокассеты. 24 января 2025 года группа выпустила а-капелла-версию From Zero, за которой 28 февраля 2025 года последовала инструментальная версия альбома и затем делюксовое издание 16 мая 2025 года, которое содержало три дополнительные песни и пять концертных треков. Две песни, «Unshatter» и «Let You Fade», были записаны во время сессий From Zero , но не были закончены к моменту выхода оригинального альбома, а третья, «Up From the Bottom», была написана и записана в промежутке между начальными датами тура From Zero.

## Звучание
В музыкальном плане From Zero описывают как ню-метал, альтернативный рок, альтернативный метал, поп-рок, рэп-рок и электронный рок. Риши Шах из NME назвал альбом «возможно, самым большим камбэк-альбомом рока в новейшей истории» и «интригующей смесью сенсационного, сногсшибательного стадионного рока». Том Морган из Clash отмечает, что в альбоме «использованы все эпохи группы».

## Тур
См. также From Zero World Tour в английском разделе.

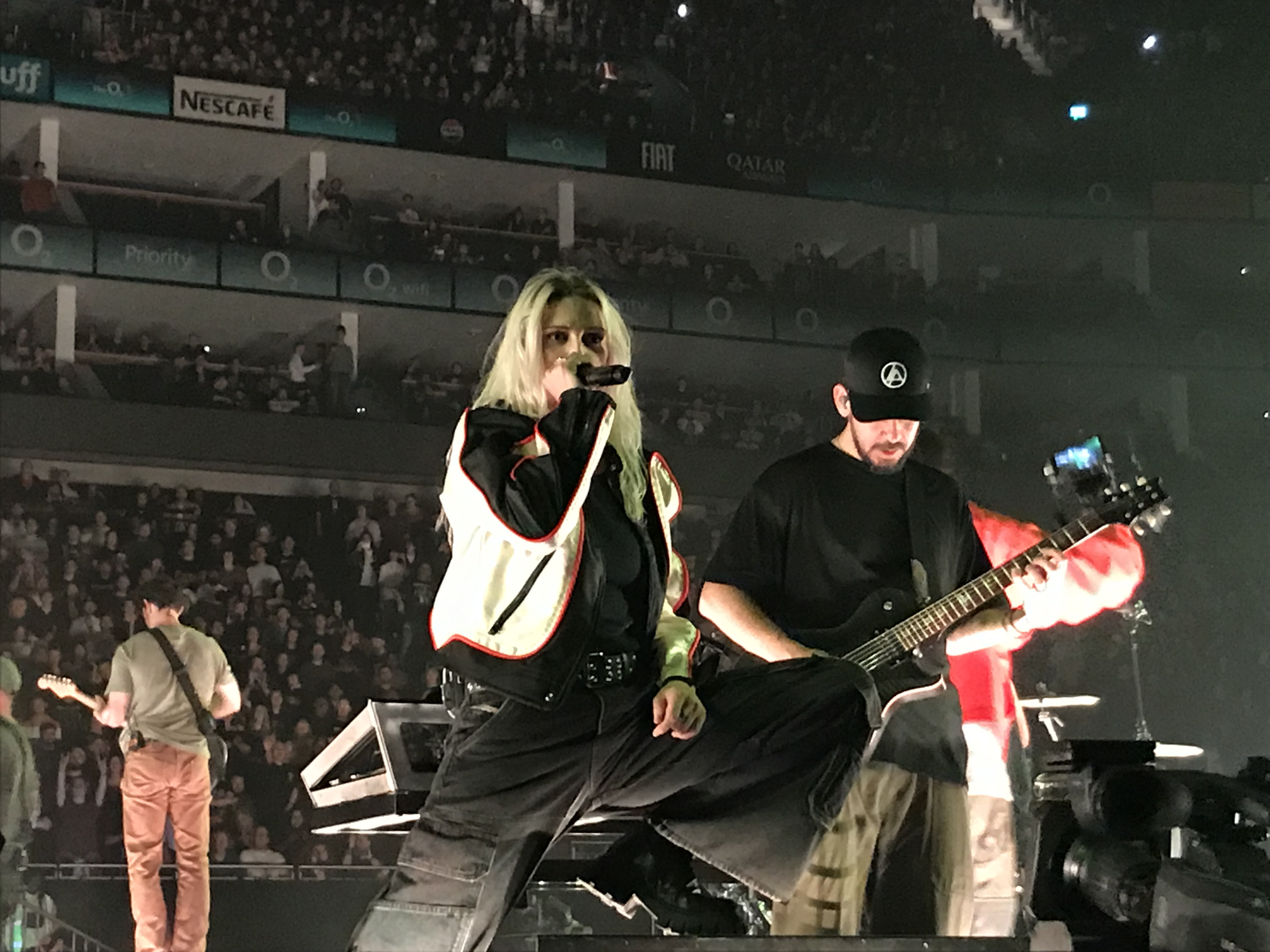
Linkin Park во время выступления на O_{2} Arena в Лондоне, Великобритания в сентябре 2024 года

Группа отправилась в турне по США, Германии, Великобритании, Южной Корее и Колумбии. From Zero World Tour начался 11 сентября, через шесть дней после концерта, в Kia Forum в Инглвуде и должен завершиться в Альянс Парке в Сан-Паулу, Бразилия, 16 ноября 2024 года. Первоначальный тур 2024 стал ярким событием для группы, в ходе которого впервые дебютировали новые синглы «The Emptiness Machine», «Heavy Is the Crown», «Over Each Other» и глубокомысленный трек «Casualty». Группа также впервые исполнила вживую две песни со своего шестого студийного альбома The Hunting Party: «Keys to the Kingdom» и «All for Nothing», причём последнюю — с фронтменом Helmet Пейджем Хэмилтоном на сцене.
7 сентября 2024 года Брэд Делсон объявил, что больше не будет гастролировать с группой, а Алекс Федер возьмёт на себя роль нового гастрольного гитариста Linkin Park. Делсон подтвердил, что продолжит работать с группой творчески, предпочитая закулисную работу.
14 ноября 2024 года, за день до выхода альбома, группа объявила о грандиозном мировом стадионном туре 2025 года в поддержку альбома. Он начался 31 января на стадионе Estadio GNP Seguros в Мехико, Мексика, и завершился 15 ноября 2025 года в Порту-Алегри, Бразилия. В марте 2025 года несколько дат южноамериканского тура были отменены по логистическим причинам. В настоящее время тур запланирован на новую дату тура на Estádio Nacional Mané Garrincha в Бразилиа, Бразилия, 11 ноября 2025 года. Тур также станет первым выступлением группы на стадионе Уэмбли в Лондоне. В туре выступят Queens of the Stone Age, Spiritbox, AFI, Pvris, Architects, Grandson, Джин Досон и JPEGMafia в разные даты. Вокалист группы Майк Шинода позже рассказал, что первоначально они планировали провести совместный тур с американской рок-группой My Chemical Romance, но эти планы сорвались, когда у My Chemical Romance уже были запланированы другие гастроли на этот год, которые столкнулись с их соответствующими датами.

## Отзывы критиков
| Совокупная оценка | Совокупная оценка |
| Источник          | Оценка            |
| ----------------- | ----------------- |
| AnyDecentMusic?   | 7,0/10            |
| Metacritic        | 71/100            |
| Оценки критиков   |                   |
| Источник          | Оценка            |
| AllMusic          | [ 48 ]            |
| Blabbermouth.net  | 8,5/10            |
| Clash             | 5/10              |
| The Guardian      | [ 50 ]            |
| The Independent   | [ 51 ]            |
| Kerrang!          | 4/5               |
| Metal Injection   | 8,5/10            |
| Metal Hammer      | [ 28 ]            |
| MusicOMH          | [ 54 ]            |
| NME               | [ 30 ]            |

From Zero получил положительные отзывы критиков. На сайте Metacritic, который присваивает нормализованный рейтинг из 100 баллов рецензиям от изданий, альбом получил средневзвешенный балл 71 на основе 11 рецензий, что означает «преимущественно положительные отзывы». Нил З. Йенг из Allmusic написал: «From Zero — это достойная работа, которая содержит все отличительные черты группы, даже если это не совсем тот Linkin Park, который знают и любят». Энн Эриксон с сайта Blabbermouth.net пишет: «Беннингтона и то звучание, которое было у Linkin Park при его жизни, заменить невозможно. Наиболее удачными частями From Zero являются песни, которые не звучат как классический Linkin Park», добавив при этом, что в альбоме много таких моментов, и заявив, что он «должен привлечь новых поклонников и в то же время понравится давним фанатам». Clash был менее позитивен, описав альбом как «Разделяющее мнения возвращение со взлетными максимумами и разочаровывающими минимумами». Алексис Петридис из The Guardian заявил: «Они всегда не боялись идти на звуковой риск, и ещё один звуковой риск — это именно то, что представляет собой их возвращение, которое прекрасно окупилось». Хелен Браун, написавшая для The Independent, считает, что «в From Zero нет ничего революционного… но [это, безусловно,] энергичное возвращение к делу группы, которой очень не хватало».
Люк Мортон из Kerrang! написал: «Конечно, не каждой песней стоит хвастаться, и не все будут в восторге от новой вокалистки, но как работа — это четкое напоминание о том, почему Linkin Park достигли тех высот, которых они достигли, и продолжают влиять на многие поколения артистов».
Джордан Блюм из Metal Injection считает, что «пластинка чрезвычайно успешно воссоздает магию группы с достаточным количеством новизны, чтобы сохранить интригу». Мерлин Олдерслейд из Metal Hammer назвал её «искренней данью собственному наследию». Донован Ливси из MusicOMH написал: «Компактный и насыщенный, первый альбом группы после смерти Честера Беннингтона — это мощная дань их наследию». Риши Шах из NME назвал его «одним из самых больших альбомов-возвращений в новейшей истории рока [и] интригующей смесью сенсационного, нокаутирующего стадионного рока и недоуменно-усталого написания песен». Джеймс Холл из The Daily Telegraph назвал его «солидным и бескомпромиссным произведением».

### Почести
| Организация              | Год  | Категория                                                                   | Номинатор                                                  | Результат | Источники |
| ------------------------ | ---- | --------------------------------------------------------------------------- | ---------------------------------------------------------- | --------- | --------- |
| American Music Awards    | 2025 | Любимая рок-песня                                                           | «The Emptiness Machine»                                    | Победа    | [ 56 ]    |
| Billboard Music Awards   | 2024 | Лучшая хард-рок-песня                                                       | «The Emptiness Machine»                                    | Номинация | [ 57 ]    |
| Heavy Music Awards       | 2025 | Лучший альбом                                                               | From Zero                                                  | Ожидается | [ 58 ]    |
| Heavy Music Awards       | 2025 | Лучшая обложка альбома                                                      | From Zero                                                  | Ожидается | [ 58 ]    |
| iHeartRadio Music Awards | 2025 | Альтернативная песня года                                                   | «The Emptiness Machine»                                    | Номинация | [ 59 ]    |
| iHeartRadio Music Awards | 2025 | Рок-песня года                                                              | «The Emptiness Machine»                                    | Номинация | [ 59 ]    |
| iHeartRadio Music Awards | 2025 | Рок-альбом года                                                             | From Zero                                                  | Победа    | [ 59 ]    |
| MTV Video Music Awards   | 2025 | Лучший рок                                                                  | «The Emptiness Machine»                                    | Ожидается | [ 60 ]    |
| Webby Awards             | 2025 | Главные события и прямые трансляции (видео): Социальные сети (Голос народа) | From Zero Live Stream                                      | Победа    | [ 61 ]    |
| Webby Awards             | 2025 | Медиа и развлечения: Реклама, СМИ и PR (Голос народа)                       | «Heavy Is the Crown» Музыкальное видео (League of Legends) | Победа    | [ 62 ]    |

### Итоговые списки
| Издатель          | Список                                     | Позиция | Источник |
| ----------------- | ------------------------------------------ | ------- | -------- |
| Alternative Press | 50 лучших альбомов 2024 года               | Помещён | [ 63 ]   |
| Kerrang!          | 50 лучших альбомов 2024 года               | 7       | [ 64 ]   |
| Loudwire          | 11 лучших рок-альбомов 2024 года           | 1       | [ 65 ]   |
| Panorama          | 40 лучших международных альбомов 2024 года | 14      | [ 66 ]   |
| Radio X           | 25 лучших альбомов 2024 года               | 17      | [ 67 ]   |

## Коммерческое достижение
Альбом дебютировал на первом месте в 13 странах, включая Австралию, Австрию, Бельгию, Канаду, Нидерланды, Францию, Германию, Венгрию, Италию, Нидерланды, Новую Зеландию, Португалию, Швейцарию и Великобританию.
From Zero дебютировал на первом месте в UK Albums Chart, став первым номером один в этой стране с альбома Living Things (2012). За первую неделю было продано 37 826 экземпляров. Из общего числа продаж альбом был продан в количестве 23 149 физических копий, 4 474 цифровых загрузок и 10 203 единиц, эквивалентных потоковым альбомам. В Великобритании альбому не удалось занять первое место, его обошел в рейтинге стриминговых альбомов только альбом Сабрины Карпентер Short n' Sweet. Он провёл восемь недель подряд на вершине чарта UK Rock & Metal Albums Chart.. Альбом получил статус серебряного от Британской фонографической индустрии за 60 000 экземпляров в декабре 2024 года и золотой сертификат за 100 000 экземпляров в апреле 2025 года. После выпуска делюкс-издания альбом снова вошел в UK Albums Chart, заняв 23-е место, разойдясь тиражом в 4293 копий.
В Австралии альбом дебютировал на вершине ARIA Albums Chart, став четвёртым студийным альбомом группы, достигшим этого уровня, и первым после A Thousand Suns (2010).
В Германии альбом также дебютировал на первом месте и получил золотой сертификат BVMI в первую неделю за более чем 75 000 проданных копий, став вторым по величине дебютом в стране в этом году, уступив лишь альбому Тейлор Свифт The Tortured Poets Department. Кроме того, альбом был прослушан более 23 миллионов раз, что стало рекордом для группы в стране. Группа также вошла в историю, став первой в истории чарта группой, занявшей три из пяти первых мест в немецком чарте синглов с песнями «The Emptiness Machine» (1), «Heavy Is the Crown» (3) и «Two Faced» (5).
В Соединённых Штатах From Zero дебютировал на втором месте в Billboard 200 с 97 000 эквивалентных единиц альбома, включая 72 000 чистых продаж и 32,18 миллиона потоков, уступив первое место только альбому Ateez Golden Hour: Part.2, который был продан в количестве 184 000 экземпляров. Альбом доминировал в рок-чартах и дебютировал на первых местах в чартах Top Rock Albums, Top Alternative Albums и Top Hard Rock Albums. Группа также совершила исторический подвиг, одновременно заняв всю первую десятку в чарте Hot Hard Rock Songs песнями с альбома. К маю 2025 года альбом был продан тиражом 383 000 эквивалентных альбому единиц в Соединённых Штатах. После выпуска делюкс-издания альбом снова вошёл в Billboard 200, заняв 71 место, было продано 14 000 эквивалентных альбому единиц, включая 7500 физических копий.

## Список композиций
Слова и музыка всех песен — Linkin Park (Эмили Армстронг, Колин Бриттэн, Брэд Делсон, Дэйв Фаррелл, Джо Хан, Майк Шинода), а также другими авторами, как указано ниже..
| №                   | Название                | Автор(ы)                              | Длительность |
| ------------------- | ----------------------- | ------------------------------------- | ------------ |
| 1.                  | «From Zero (Intro)»     |                                       | 0:22         |
| 2.                  | «The Emptiness Machine» |                                       | 3:10         |
| 3.                  | «Cut the Bridge»        | Беа Миллер Ник Лонг [англ.]           | 3:48         |
| 4.                  | «Heavy Is the Crown»    | Майк Элизондо                         | 2:47         |
| 5.                  | «Over Each Other»       | Джон Грин Матиас Мора                 | 2:50         |
| 6.                  | «Casualty»              |                                       | 2:20         |
| 7.                  | «Overflow»              | Элизондо Джейтен Димсдейл Джейк Торри | 3:31         |
| 8.                  | «Two Faced»             |                                       | 3:03         |
| 9.                  | «Stained»               | Кэл Шапиро                            | 3:05         |
| 10.                 | «IGYEIH» ()             | Лонг                                  | 3:29         |
| 11.                 | «Good Things Go»        | Торри                                 | 3:29         |
| Общая длительность: | Общая длительность:     | Общая длительность:                   | 31:54        |

| №                   | Название                                                                  | Автор(ы)              | Длительность |
| ------------------- | ------------------------------------------------------------------------- | --------------------- | ------------ |
| 12.                 | «Up from the Bottom»                                                      |                       | 3:03         |
| 13.                 | «Unshatter»                                                               | Джейк Торри           | 3:16         |
| 14.                 | «Let You Fade»                                                            | Элайджа Нолл          | 3:29         |
| 15.                 | «The Emptiness Machine (Live)» (Burbank, California on September 5, 2024) |                       | 3:18         |
| 16.                 | «Heavy Is the Crown (Live)» (London, England on September 24, 2024)       | Майк Элизондо         | 3:26         |
| 17.                 | «Over Each Other (Live)» (Paris, France on November 3, 2024)              | Джон Грин Матиас Мора | 2:53         |
| 18.                 | «Casualty (Live)» (Bogotá, Colombia on November 11, 2024)                 |                       | 2:56         |
| 19.                 | «Two Faced (Live)» (São Paulo, Brazil on November 15, 2024)               |                       | 3:58         |
| Общая длительность: | Общая длительность:                                                       | Общая длительность:   | 54:29        |

| №                   | Название                       | Длительность |
| ------------------- | ------------------------------ | ------------ |
| 12.                 | «The Emptiness Machine (Live)» | 3:16         |
| 13.                 | «Heavy Is the Crown (Live)»    | 3:25         |
| 14.                 | «Over Each Other (Live)»       | 2:52         |
| Общая длительность: | Общая длительность:            | 41:27        |

| №                   | Название                            | Длительность |
| ------------------- | ----------------------------------- | ------------ |
| 1.                  | «From Zero (Intro) - A Capella»     | 0:22         |
| 2.                  | «The Emptiness Machine - A Capella» | 3:05         |
| 3.                  | «Cut the Bridge - A Capella»        | 3:21         |
| 4.                  | «Heavy Is the Crown - A Capella»    | 2:18         |
| 5.                  | «Over Each Other - A Capella»       | 2:44         |
| 6.                  | «Casualty - A Capella»              | 2:19         |
| 7.                  | «Overflow - A Capella»              | 3:24         |
| 8.                  | «Two Faced - A Capella»             | 2:34         |
| 9.                  | «Stained - A Capella»               | 2:57         |
| 10.                 | «IGYEIH - A Capella»                | 3:24         |
| 11.                 | «Good Things Go - A Capella»        | 3:13         |
| Общая длительность: | Общая длительность:                 | 29:45        |

| №                   | Название                               | Длительность |
| ------------------- | -------------------------------------- | ------------ |
| 12.                 | «The Emptiness Machine - Instrumental» | 3:10         |
| 13.                 | «Cut the Bridge - Instrumental»        | 3:48         |
| 14.                 | «Heavy Is the Crown - Instrumental»    | 2:47         |
| 15.                 | «Over Each Other - Instrumental»       | 2:43         |
| 16.                 | «Casualty - Instrumental»              | 2:20         |
| 17.                 | «Overflow - Instrumental»              | 3:27         |
| 18.                 | «Two Faced - Instrumental»             | 2:59         |
| 19.                 | «Stained - Instrumental»               | 3:05         |
| 20.                 | «IGYEIH - Instrumental»                | 3:29         |
| 21.                 | «Good Things Go - Instrumental»        | 3:25         |
| Общая длительность: | Общая длительность:                    | 31:13        |

Примечание
1. ↑  «IGYEIH» — это аббревиатура от «I Gave You Everything I Had».

## Участники записи
Сведения взяты из буклета альбома

| Linkin Park - Эмили Армстронг — вокал - Колин Бриттэн — сопродюсер (все треки), ударные (треки 2-11), бэк-вокал (3) - Брэд Делсон — сопродюсер (все треки), соло-гитара (треки 2-11), бэк-вокал (3) - Дэйв «Феникс» Фаррелл — бас-гитара (треки 2-11), бэк-вокал (3) - Джо Хан — тёрнтейблизм (треки 4, 6-10), программирование (треки 2-11), бэк-вокал (3), креативное руководство - Майк Шинода — вокал, продюсирование, звукорежиссура (все треки); сведение (трек 1), креативное руководство, ритм-гитара и клавишные (треки 2-11) Производственный персонал - Майкл Элизондо — дополнительное продюсирование (треки 4, 7) - Нил Аврон — сведение (треки 2, 5, 7, 9, 11) - Рич Кости — сведение (треки 3, 4, 6, 8, 10) - Итан Мейтс — звукорежиссёр - Матиас Мора — дополнительное продюсирование (трек 5) - Скотт Скржински — помощь в микшировании (треки 2, 5, 7, 9, 11) - Джефф Ситрон — помощь в микшировании (треки 3, 4, 6, 8, 10) - Эмерсон Манчини — мастеринг | Изображения - Джош Фостер — обложка альбома - Фрэнк Мэддокс — креативное руководство, художественное руководство, дизайн - Джеймс Минчин III — фотография группы - Брайан Зифф — фотография обложек альбомов Делюкс-издание - Алекс Федер — гитары (концертые треки) - Нил Аврон — сведение - Бо Боднар — цифровое редактирование - Колин Бриттэн — совместное производство - Джефф Ситрон — помощь в сведении - Брэд Делсон — совместное производство - Джим Эбдон — концертные записи - Эмерсон Манчини — мастеринг (Demifugue Mastering, Лос-Анджелес, Калифорния) - Итан Мейтс — звукорежиссура, сведение - Майк Шинода — продюсирование, звукорежиссура - Скотт Скржински — помощь при микшировании |

## Чарты
| Чарт (2024—25)                                | Высшая позиция |
| --------------------------------------------- | -------------- |
| Аргентина (CAPIF)                             | 3              |
| Австралия (ARIA)                              | 1              |
| Австрия (Ö3 Austria)                          | 1              |
| Бельгия/Фландрия (Ultratop)                   | 1              |
| Бельгия/Валлония (Ultratop)                   | 1              |
| Канада (Canadian Albums Chart)                | 1              |
| Хорватия (HDU)                                | 1              |
| Чехия (ČNS IFPI)                              | 2              |
| Дания (Hitlisten)                             | 2              |
| Нидерланды (Album Top 100)                    | 1              |
| Финляндия (Suomen virallinen lista)           | 2              |
| Франция (SNEP)                                | 1              |
| Франция (French Rock & Metal Albums, SNEP)    | 1              |
| Германия (Offizielle Top 100)                 | 1              |
| Германия (Offizielle Top 100)                 | 1              |
| Греция (IFPI)                                 | 8              |
| Венгрия (MAHASZ)                              | 1              |
| Исландия (Tónlistinn)                         | 14             |
| Ирландия (IRMA)                               | 2              |
| Италия (FIMI)                                 | 1              |
| Япония (Oricon)                               | 11             |
| Япония (Japanese Combined Albums, Oricon)     | 9              |
| Япония (Japanese Rock Albums, Oricon)         | 2              |
| Япония (Billboard Japan)                      | 5              |
| Литва (AGATA)                                 | 4              |
| Новая Зеландия (RMNZ)                         | 1              |
| Норвегия (VG-lista)                           | 2              |
| Польша (ZPAV)                                 | 2              |
| Польша (ZPAV)                                 | 1              |
| Португалия (AFP)                              | 1              |
| Шотландия (Scottish Albums Chart)             | 1              |
| Словакия (ČNS IFPI)                           | 2              |
| Испания (PROMUSICAE)                          | 2              |
| Швеция (Sverigetopplistan)                    | 3              |
| Швейцария (Schweizer Hitparade)               | 1              |
| Великобритания (UK Albums Chart)              | 1              |
| Великобритания (UK Rock & Metal Albums Chart) | 1              |
| США (Billboard 200)                           | 2              |
| США (Billboard Top Rock & Alternative Albums) | 1              |

| Чарт (2024)         | Высшая позиция |
| ------------------- | -------------- |
| Чехия (ČNS IFPI)    | 3              |
| Словакия (ČNS IFPI) | 3              |
| Япония (Oricon)     | 29             |
| Япония (Oricon)     | 3              |

| Чарт (2024)                     | Позиция |
| ------------------------------- | ------- |
| Австрия (Ö3 Austria)            | 3       |
| Бельгия (Ultratop Flanders)     | 15      |
| Бельгия (Ultratop Wallonia)     | 21      |
| Хорватия (HDU)                  | 4       |
| Нидерланды (Album Top 100)      | 75      |
| Франция (SNEP)                  | 35      |
| Германия (Offizielle Top 100)   | 3       |
| Венгрия (MAHASZ)                | 28      |
| Италия (FIMI)                   | 94      |
| Польша (ZPAV)                   | 40      |
| Португалия (AFP)                | 15      |
| Швейцария (Schweizer Hitparade) | 5       |
| Великобритания (OCC)            | 21      |
| Великобритания (OCC)            | 26      |

## Сертификации
| Регион                                                                      | Сертификация | Продажи |
| --------------------------------------------------------------------------- | ------------ | ------- |
| Австрия (IFPI Austria)                                                      | Платиновый   | 15 000  |
| Канада (Music Canada)                                                       | Золотой      | 40 000  |
| Франция (SNEP)                                                              | Платиновый   | 100 000 |
| Германия (BVMI)                                                             | Платиновый   | 150 000 |
| Италия (FIMI)                                                               | Золотой      | 25 000  |
| Португалия (AFP)                                                            | Золотой      | 3500    |
| Испания (PROMUSICAE)                                                        | Золотой      | 20 000  |
| Швейцария (IFPI Switzerland)                                                | Золотой      | 10 000  |
| Великобритания (BPI)                                                        | Золотой      | 100 000 |
| Данные о продажах + прослушиваниях приведены только на основе сертификации. |              |         |